# Elacatis bhutanensis
Elacatis bhutanensis es una especie de coleóptero de la familia Salpingidae.

## Distribución geográfica
Habita en Bután.